# Приимков-Ростовский, Иван Дмитриевич
Князь Иван Дмитриевич Приимков-Ростовский — воевода во времена правления Василия III Ивановича и Ивана IV Васильевича Грозного.
Из княжеского рода Приимковы-Ростовские. Третий, из семи сыновей князя Дмитрия Дмитриевича Приимкова-Ростовского. Имел братьев, воевод и князей: Фёдора по прозванию "Бахтияр" (родоначальник князей Бахтеяровых-Ростовских), Дмитрия, Семёна "Большого", Андрея, Льва по прозванию "Балымат" и Семёна Меньшого по прозванию "Баташ".

## Биография
В 1513 году первый воевода войск правой руки в Туле. В марте 1544 года первый воевода в пятом Передовом полку в Казанском походе нагорною стороною. В 1548 году воевода Большого полка в Коломне. В апреле 1549 года первый воевода восьмого Большого полка в шведском походе. В сентябре 1557 года первый воевода войск левой руки в походе к Полоцку.
По родословной росписи показан бездетным.